# Meteorolog
Meteorolog är ett naturvetenskapligt yrke inom meteorologi. Meteorologer samlar in och sammanställer meteorologiska data (väderobservationer) från exempelvis väderstationer, vädersatelliter och väderballonger, utformar väderprognoser, samt varnar och informerar allmänheten om väder via TV, radio, tidningar, internet, fax och telefon.
I Sverige arbetar meteorologer vid Sveriges meteorologiska och hydrologiska institut, flygplatser, Försvarsmakten, TV-bolag och som forskare vid de stora universiteten.

## Försvarsmeteorolog
Meteorologer som arbetar inom Försvarsmakten kallas för försvarsmeteorologer och har både en civil meteorologutbildning samt är utbildade officerare. De gör väderprognoser och bedömningar om vädrets inverkan till förband på marken, till sjöss, under ytan och i luften. Därmed bidrar de till att Försvarsmakten ska kunna verka effektivt och med hög säkerhet under övningar och insatser såväl i Sverige som internationellt. Försvarsmeteorologer arbetar på helikopter- och flygflottiljerna, på Försvarsmaktens meteorologi- och oceanograficentrum, METOCC, samt på Högkvarteret. 

## Väderpresentatörer

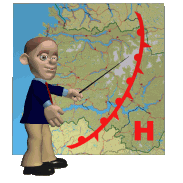
En tecknad TV-meteorolog

Allmänheten kan se meteorologer som väderpresentatörer på TV, ofta direkt efter eller i slutet av nyhetsprogram. En sådan meteorolog kallas vanligen TV-meteorolog och kan även medverka i eller i anslutning till reportage som handlar om väder. Det är bara ett fåtal av alla meteorologer som arbetar som TV-meteorologer. När de inte syns på TV arbetar de bland annat med att sammanställa väderdata, skapa väderkartor med hjälp av datorer och uppdatera väderinformation på TV-bolagets webbplats. Före datorernas intåg ritades väderkartorna för hand. Då brukade TV-meteorologen peka på väderkartan med en pekpinne, men nu för tiden används handen istället.
Väderpresentatörer förekommer även i radio. Ett exempel är land- och sjöväder i Sveriges Radio P1 som sänds från SMHI i Norrköping.
Ibland läser nyhetsuppläsaren eller programledaren upp en väderprognos som en meteorolog har utformat, vilket är särskilt vanligt i radio och korta nyhetssändningar på TV.
En känd, svensk meteorolog är John Pohlman. Han blev känd för allmänheten under sina 30 år som TV-meteorolog på Sveriges Television mellan oktober 1972 och oktober 2002.